# Gollarahalli, Channagiri
Gollarahalli là một làng thuộc tehsil Channagiri, huyện Davanagere, bang Karnataka, Ấn Độ.